# Empoasca sirra
Empoasca sirra är en insektsart som beskrevs av Irena Dworakowska 1977. Empoasca sirra ingår i släktet Empoasca och familjen dvärgstritar.
Artens utbredningsområde är Kongo-Kinshasa. Inga underarter finns listade i Catalogue of Life.